# اعتوار

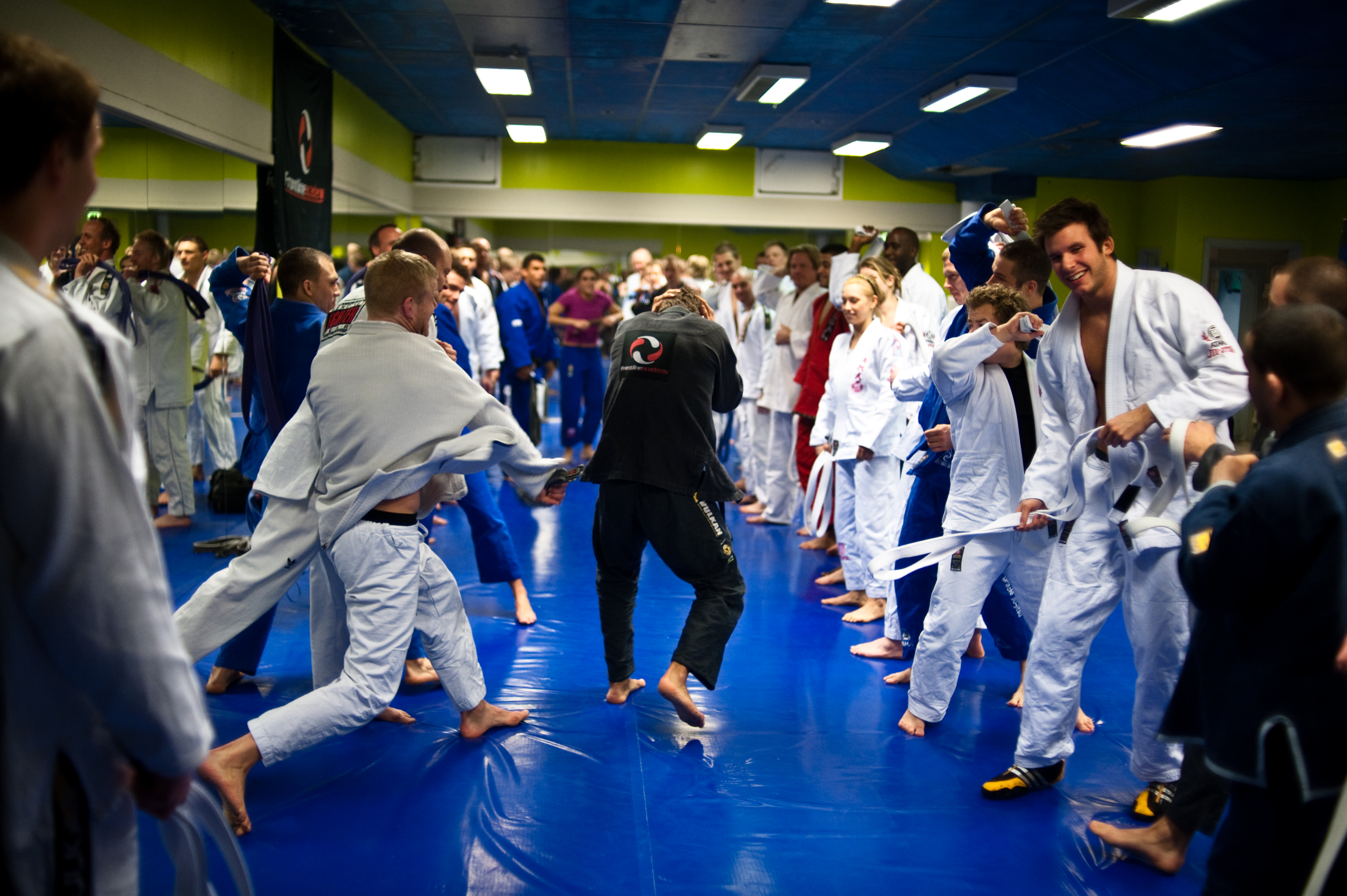
رياضيٌّ يُحتفل به بالاعتوار مرحًا

الاعتوار قصاص عسكري سابق كان يحكم فيه على الجندي بأن يمر بين صفين متقابلين من الجند الذين يضربونه أثناء ذلك بالعصي وما إليها. أما اليوم فيُحتفل بشخص أو رياضي منتصر من باب المرح بالاعتوار.